# Erich Martin Sääf
Erich Martin Sääf (od roku 1873 rytíř von Norden) (20. března 1803, Bílsko – 16. května 1880, Scharten) byl evangelický duchovní a superintendent.
Narodil se ve slezském Bílsku v rodině barvíře, přistěhovalého ze švédského Norrköpingu. Vystudoval latinskou školu ve Västerås, následně se zapsal na univerzitu v Uppsale; studia však po roce přerušil a vrátil se do Bílska, kde krátce učil na evangelické škole. Následně studoval v letech 1825–1828 ve Vídni. Po studiích působil jako vikář v Brně po boku faráře J. G. Lumnitzera. Roku 1830 se stal farářem v hornorakouském Schartenu, kde působil do smrti. Dne 2. ledna 1857 byl jmenován hornorakouským superintendentem.
Nobilitační listinou ze dne 31. července 1873 byl povýšen do rytířského stavu. Za devízu si zvolil heslo Deo spes mea. Byl to první případ povýšení evangelického církevního hodnostáře do šlechtického stavu v Rakousku.